# Phyllostachys bambusoides
El Phyllostachys bambusoides és un bambú de la família de les poàcies, ordre Poales, subclasse Liliidae, classe Liliopsida, divisió Magnoliophyta.
Originari de la Xina i l'Índia, fou introduït al Japó en temps remots. En aquest país és el bambú més cultivat per la seva fusta, molt resistent i elàstica, que s'utilitza en l'artesania. Els brots tendres són molt apreciats en la gastronomia. Les seves fulles s'usen com a antipirètic.

## Característiques
Se'l coneix com a Madake (en japonès), Bambú gegant o Bambú japonès de fusta. És el bambú més fort d'entre els de clima temperat. Pot assolir els 25 metres d'alçada, encara que de mitjana només en fa quinze, i el seu gruix varia entre els 10 i 15 centímetres. Creix molt dret, i no es vincla en direcció al sol. Suporta una temperatura extrema de -15 °C. De tipus perenne, les seves flors són hermafrodites i és pol·linitzat pel vent. Floreix rarament, i la producció de llavors deixa la planta molt afeblida.

## Varietats
N'hi diverses varietats:
- Phyllostachys bambusoides "Castillonis"
- Phyllostachys bambusoides "Castillonis inversa"
- Phyllostachys bambusoides "Holocrysa"
- Phyllostachys bambusoides "Subvariegata"
- Phyllostachys bambusoides "Tankate"